# Ryan Astley
Ryan Astley (* 4. Oktober 2001 in Llanfair Caereinion) ist ein walisischer Fußballspieler, der beim FC Dundee in der Scottish Premiership spielt.

## Karriere

### Verein
Ryan Astley begann seine Karriere beim FC Everton im englischen Liverpool. Der Waliser durchlief das gesamte Jugendsystem der „Toffees“ und debütierte im Alter von 16 Jahren bereits für deren U23-Mannschaft, für die er regelmäßig in der Premier League 2 und der EFL Trophy spielte. Astley wechselte im Juli 2022 auf Leihbasis zum englischen Drittligisten Accrington Stanley und gab am 6. August 2022 sein Profidebüt als Einwechselspieler gegen Shrewsbury Town. Im Januar 2023 gelang Astley ein Tor im Ligaspiel gegen die Bristol Rovers, nachdem er bereits zuvor für Accrington im FA Cup, EFL Cup und der EFL Trophy jeweils ein Tor erzielt hatte. Für den Verein absolvierte Astley insgesamt 23 Ligaspiele und traf einmal. Mit der viertschlechtesten Abwehr der Liga stieg Accrington am Ende der Saison als Tabellenvorletzter in die vierte Liga ab.
Astley wechselte im Januar 2024 für eine nicht genannte Ablösesumme und einen Zweieinhalbjahresvertrag zum FC Dundee nach Schottland. Sein Debüt gab er am 7. Februar 2024 im Auswärtsspiel beim FC St. Mirren in der Scottish Premiership.

### Nationalmannschaft
Ryan Astley debütierte für Wales im Jahr 2017 in der U17-Nationalmannschaft gegen Schottland. Bis zum Jahresende absolvierte er vier weitere Länderspiele in dieser Altersklasse und war in jedem von diesen Mannschaftskapitän. In den Jahren 2018 und 2019 absolvierte Astley insgesamt 14 Spiele für die U19. Im Jahr 2020 folgte ein Spiel in der walisischen U20-Nationalmannschaft gegen England. Im November 2021 gab der Innenverteidiger sein Debüt in der U21 gegen Gibraltar. Beim 7:0-Sieg erzielte Astley sein erstes Tor im walisischen Nationaltrikot, als er zum Endstand traf.